# Zawidów

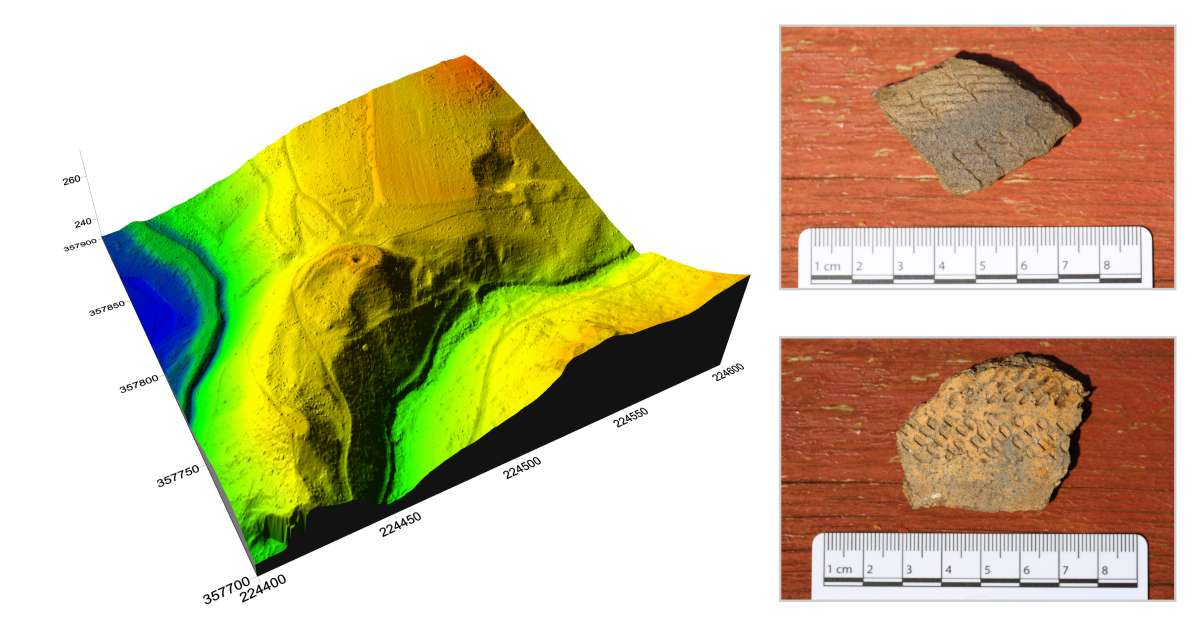
Wynik badań archeologicznych na grodzisku w Zawidowie

Zawidów ( górnołuż. Židźin, niem. Seidenberg) – miasto na Łużycach Górnych, w województwie dolnośląskim, w powiecie zgorzeleckim.
W latach 1945–1954 siedziba wiejskiej gminy Zawidów. W latach 1975–1998 miasto administracyjnie należało do województwa jeleniogórskiego. Obecnie miasto stanowi samodzielną gminę miejską Zawidów.
Według danych GUS z 1 stycznia 2023 r. miasto miało 3807 mieszkańców (648. miejsce w kraju).

## Położenie
Leży na Pogórzu Izerskim, na wysokości 247 m n.p.m., w pobliżu granicy z Niemcami – 12 km na południowy wschód od Zgorzelca, od południa graniczy z czeską gminą Habartice. Sąsiaduje z gminą Sulików.

## Struktura powierzchni
Według danych z roku 2002 Zawidów ma obszar 6,07 km² (706. miejsce w kraju), w tym: użytki rolne: 68%, użytki leśne: 5%. Miasto stanowi 0,72% powierzchni powiatu.

## Kalendarium
- 1186 – pierwsza wzmianka o osadzie[3]
- 1255 – Zawidów otrzymał prawa miejskie
- 1397 – została otwarta pierwsza szkoła
- 1433 – pożar miasta podczas wojny husyckiej
- 1463 – miasto stało się centrum tkactwa
- 1526 – utworzenie w Zawidowie sądu
- 1575 – urodził się rzemieślnik i filozof Jakub Böhme (zm. 1624); w Starym Zawidowie mieszkał do końca roku 1599
- 1618–1648 – wojna trzydziestoletnia spowodowała w mieście rozwój handlu i rzemiosła (napływ czeskich uchodźców religijnych)
- 1698 – utworzenie pierwszej w Niemczech szkoły dla głuchoniemych
- 1427, 1433, 1469, 1769, 1834 – pożary niszczące miasto
- 1848 – początek rozwoju przemysłu – założenie pierwszej tkalni
- 1854 – uruchomienie fabryki zakładów jedwabniczych
- 1875 – po wybudowaniu dworca Zawidów miasto zostało połączone siecią kolejową z Saksonią
- 1893 – budowa szpitala
- 1910 – budowa kanalizacji i wodociągu
- 1914 – Zawidów został spięty linią elektryczną
- 1945 – przyłączenie miasta do Polski
- 1950 – uruchomienie fabryki maszyn i fabryki przemysłu wełnianego
- 1973 – włączenie do Zawidowa wsi Ostróżno[4]
- 1996 – otwarcie drogowego przejścia granicznego Zawidów – Habartice
- 2001 – wieża byłego kościoła ewangelickiego z XVI w. została odrestaurowana zgodnie z pierwowzorem; w 2005 na wieży zamontowano nowy zegar
- 2006 – miasto otrzymało prestiżowy tytuł „Gmina Fair Play” – Certyfikowana Lokalizacja Inwestycji
- 2011 – ukończono budowę hali sportowej, podjętą w 2010 (wartość projektu przekroczyła kwotę 1 600 000 zł)

## Historia
Prawdopodobnie na przełomie IX/X w. na terenie dzisiejszej Góry Zamkowej zbudowano grodzisko cyplowate, do dziś wyraźnie widoczne w terenie. W X wieku włączono Łużyce Górne do Polski, a pierwsza wzmianka o Zawidowie pojawiła się w roku 1186

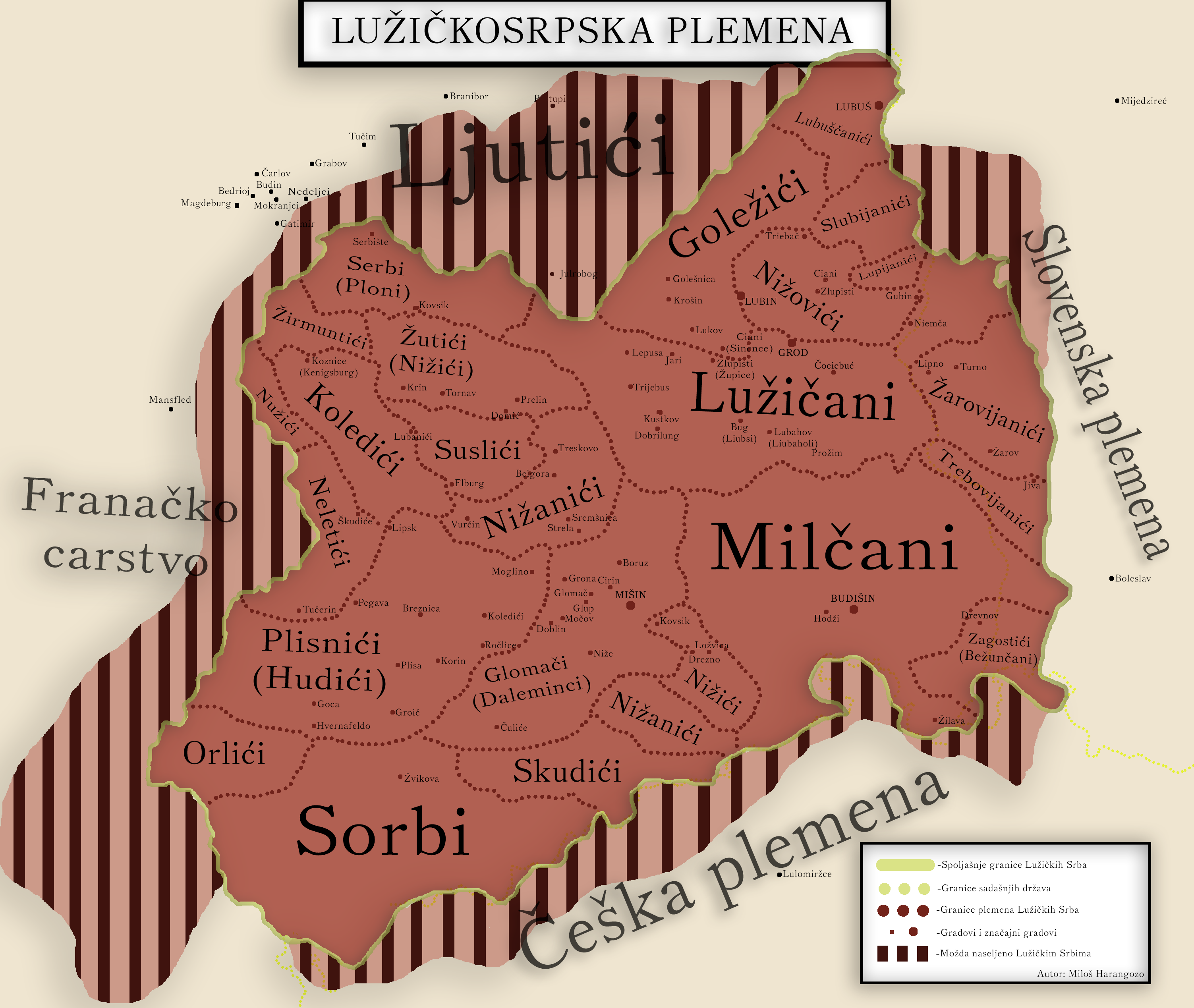
Zawidów w granicach ziem plemienia ZAGOSTYCÓW

W XI i XII wieku część Milska zwana Zagostem/Zagozdem od mieszkającego tu ludu Zagostyców

W granicach Czech teren od 1158 roku pod rządami Władysława Przmyślidy który otrzymał Zagozd od Fryderyka Barbarossy jako "puste" lenno po Konradzie I z Wettynów
W 1188 roku biskupi Miśni pozyskali tutejsze dobra świeckie. Zbudowali kościół św. Michała w "Syden", jeden z najstarszych kościołów misyjnych na Górnych Łużycach. Kościół na Michelsberg, jak wówczas nazywano wzgórze, był siedzibą archiprezbitera, który początkowo zależał bezpośrednio od biskupa, 
Około 1241 roku korona czeska odzyskała tu władzę świecką, a panowie na Michelsberg otrzymali w lenno majątek Seidenberg. Centrum majątku stanowiła Michelsberg i wieś Górny Seidenberg na wschodzie.
Ród Bieberstein przez dekady już pozwiązany służeniem Piastom dolnośląskim kupili w roku 1278 ten majątek i przenieśli swoją siedzibę do również kupionego z rąk czeskiego króla Przemysła Ottokara zamku we Frýdlantcie - domenę taką nazwano wówczas "Państwo Frydlantckie".

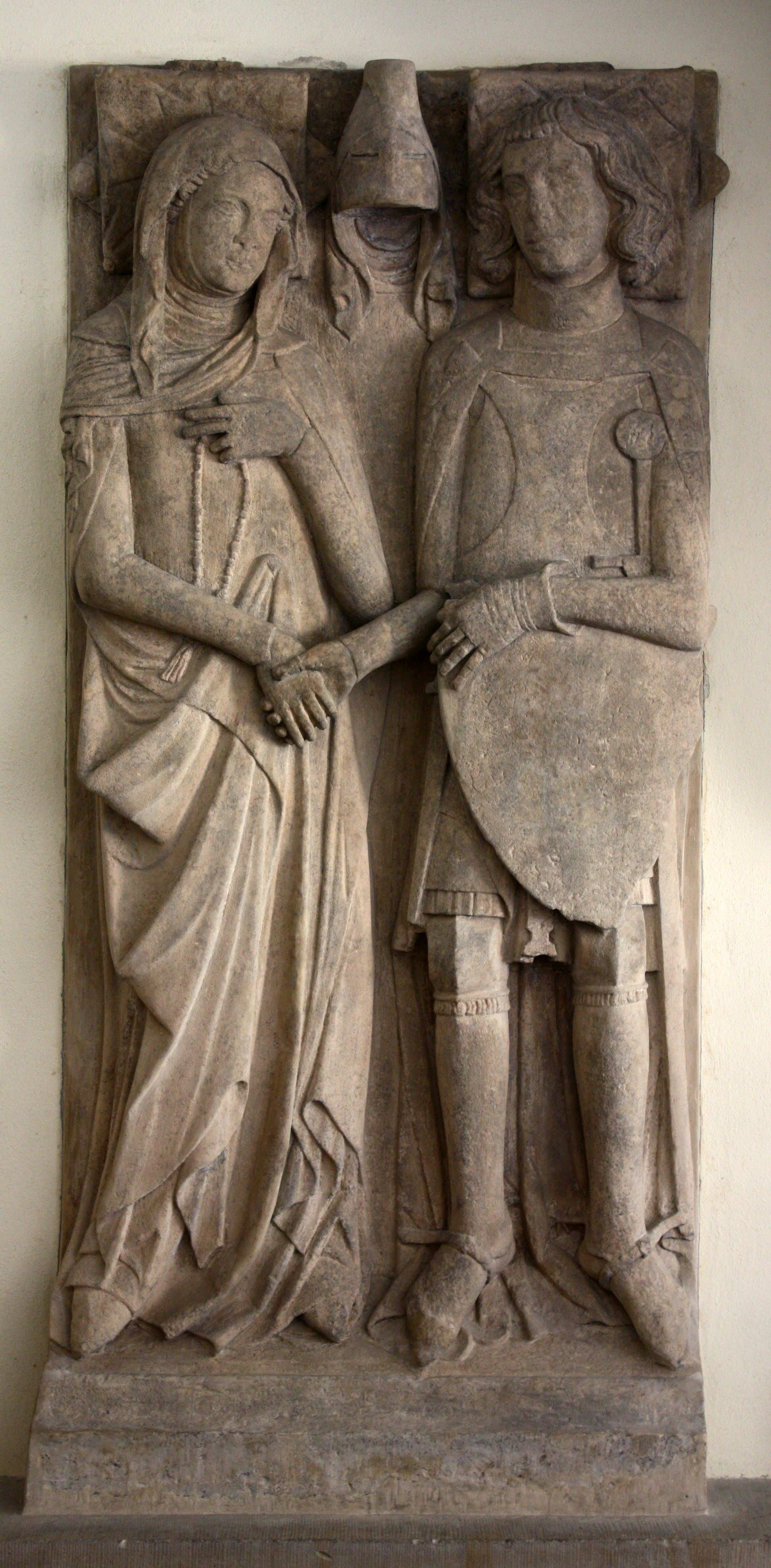
Henryk I - książę Jawora. Piastowski pan tej części Łużyc

Od 1307 roku miejsce religijnie zależało od archidiakona Budziszyna. W tym czasie tutejszy okręg Zagost (ówcześnie Gau Zagost) obejmował posiadłości diecezji miśnieńskiej w południowo-wschodniej części Górnych Łużyc, w tym i jej czeskie posiadłości wokół Frýdlantu.
Po śmierci władcy Czech Wacława I w 1253 r. większość jego posiadłości na Górnych
Łużycach została przejęta przez jego brandenburskiego zięcia, Ottona III Pobożnego. Otto III
posiadł tę krainę dzięki swemu małżeństwu z Beatrycze, córką króla Wacława I.
Jej brat, a król czeski Przemysł Ottokar II, nie płacąc Ottonowi III
sumy pieniężnej odpowiedniej jako dar ślubny dla swej siostry, postanowił w zamian przekazać
szwagrowi jedną z podległych sobie ziem. 

Herb Księstwa jaworskiego w czasach Henryka I

Tym sposobem, na niemal 70 lat, większość późniejszych
Górnych Łużyc dostała się w posiadanie margrabiów z dynastii askańskiej ale w 1319 r. na Waldemarze Wielkim dynastia von Ascharia wygasła. Z pretensjami do spadku po Askańczykach, jako najbliższy krewny po Ottonie III - swoim askańskim dziadku, wystąpił Henryk - książę jaworski zajmując zbrojnie wschodnią część Łużyc Górnych. Tak Zawidów na lata został włączony do ziem piastowskich.
Miejscowość podobnie jak ziemie na północ jak i na wschód od Zgorzelca weszła w granice nowo wykreowanego na potrzeby Jana, syna Karola IV, księstwa ze stolicą w Zgorzelcu - uformowanego przez króla Czech z landwójtostwa zgorzeleckiego i z przyłączonych do niego obszarów części dolnych Łużyc i części Nowej Marchii.

Zawidów dostał prawa miejskie dokumentem wydanym w 1396r. (ilustracja poglądowa)

W 1396 roku miastu Zawidów nadano prawa miejskie wzorowane na Magdeburgu.
Znaczna część zabudowy została zniszczona podobnie jak w innych miastach pod tą długością geograficzną podczas najazdu Husytów w 1433 r.
Albrecht von Waldstein kupił majątki wokół Frydlanta i Liberca w Czechach od cesarza Ferdynanda II i założył Księstwo Frýdlantu
Terytoria Górnych Łużyc zostały sprzedane rodzinie Nostitz w czasach jak Jan Jerzy I włączył je do Saksonii w 1626 roku.
,natomiast w 1638 r. miasto zmieniło swój status na lenno elektorów saskich. Po wojnie trzydziestoletniej osiedlili się tu czescy emigranci religijni.
Na przełomie XVII/XVIII w. powstał tu znaczny ośrodek sukiennictwa. W 1848 r. powstała pierwsza fabryka sukna, a w 1854 r. fabryka wyrobów jedwabniczych.

## Demografia
Piramida wieku mieszkańców Zawidowa w 2014 roku.

## Zabytki

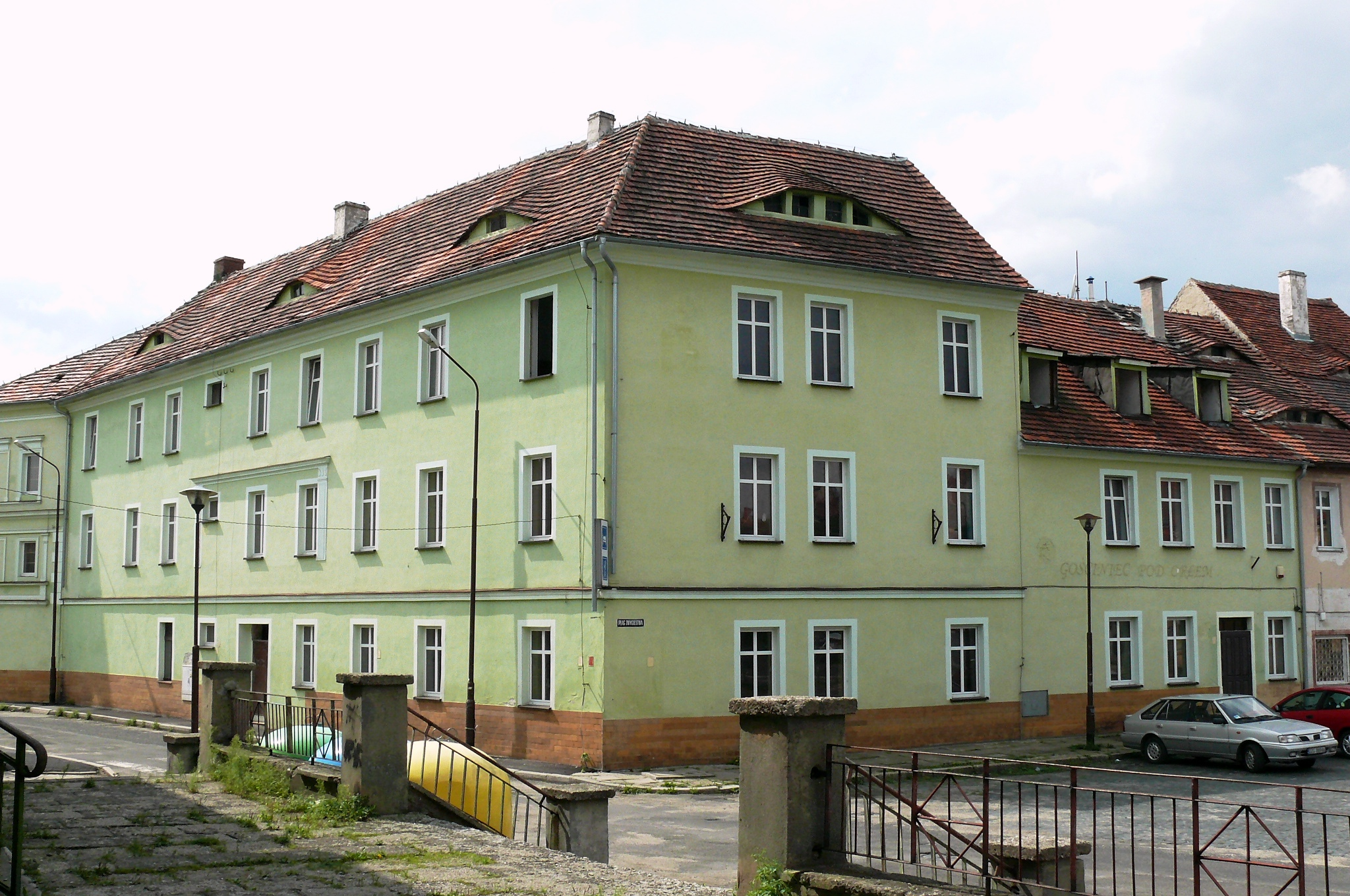
Hotel z gospodą, pl. Zwycięstwa 16/17

Do wojewódzkiego rejestru zabytków wpisane są:
- miasto,
- kościół ewangelicki, obecnie istnieje tylko jego wieża,
- dom, pl. Zwycięstwa 15, z drugiej poł. XVIII w., XIX w.,
- hotel z restauracją, pl. Zwycięstwa 16–17, z pierwszej poł. XIX w., XIX/XX w.

## Kultura
Najważniejszym organizatorem imprez kulturalnych w mieście jest Ośrodek Kultury z biblioteką i Gminnym Centrum Informacji. Ośrodek Kultury prowadzi działalność oświatowo-wychowawczo-rekreacyjną w formie systematycznych zajęć dla dzieci i młodzieży. Ponadto jest organizatorem wielu imprez kulturalnych.

## Transport

### Transport drogowy
Przez miasto przebiega droga wojewódzka nr 355, kończąca się na granicy z Czechami, gdzie zmienia się w czeską drogę krajową I/13. Dawniej znajdowało się tu przejście graniczne Zawidów-Habartice

#### Transport publiczny
Miasteczko ma połączenie autobusowe firm:
- Astel
- PKS w Lubaniu sp. z o.o.
- Bieleccy

### Transport kolejowy

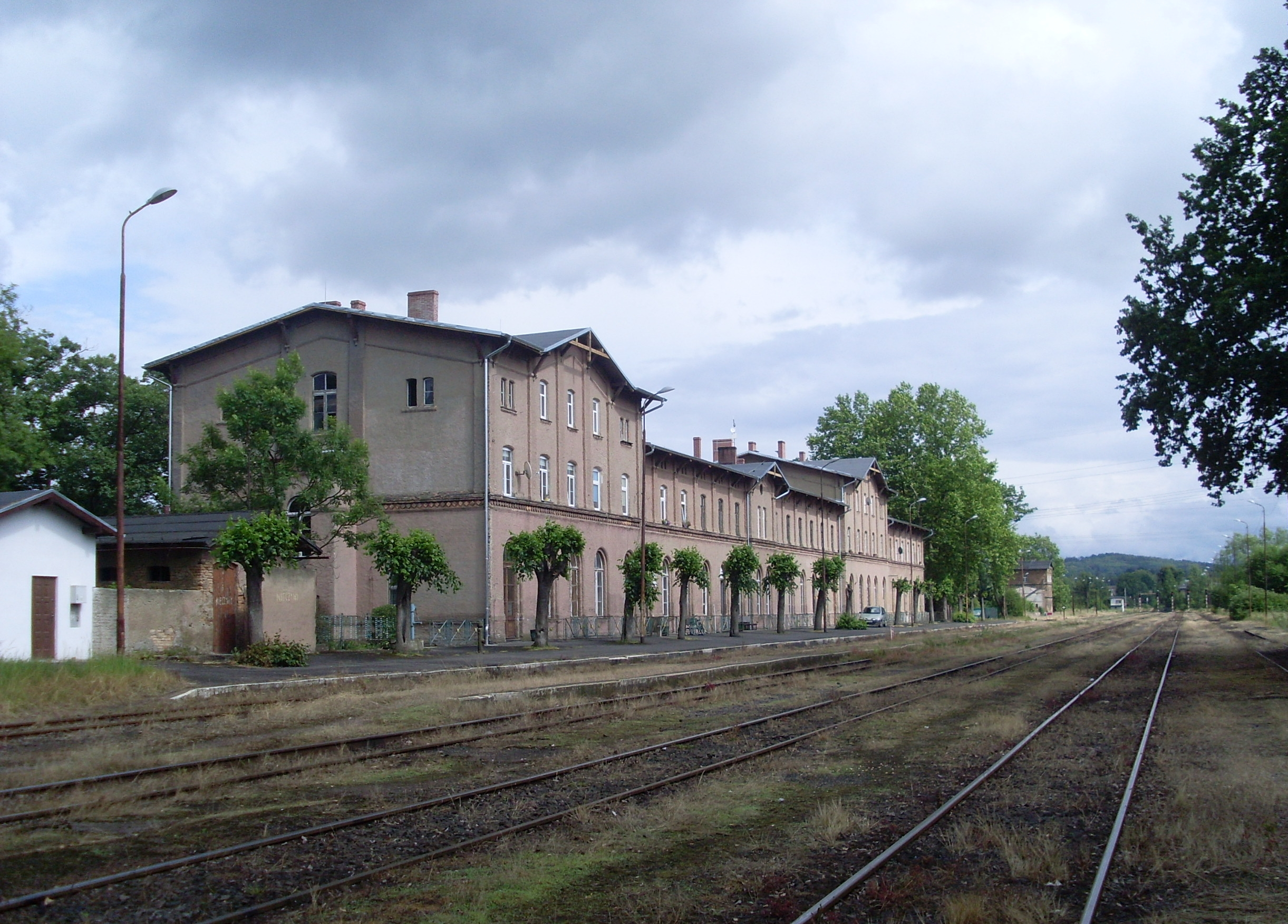
Stacja kolejowa w Zawidowie

W mieście kończy się linia kolejowa nr 344 z Mikułowej. Po minięciu dawnego kolejowego przejścia granicznego Zawidów-Frydlant zmienia się w linię kolejową Zawidów-Liberec. W miasteczku znajduje się stacja kolejowa Zawidów.

## Przemysł
Na obszarze miasta znajdują się większe czynne przedsiębiorstwa:
- Zawitex sp. z o.o. – producent dodatków krawieckich
- Famaz – fabryka maszyn budowlanych

Poza tym: Samopomoc Chłopska – drobny handel, Bank Spółdzielczy i PKO oraz kilka prywatnych firm produkcyjnych, usługowych i handlowych.
W okolicy Zawidowa znajduje się odkrywkowa kopalnia węgla brunatnego i elektrownia „Turów” w Bogatyni.

## Inwestycje
Głównym zadaniem władz Zawidowa jest realizowanie programu ekologicznej sanacji. W październiku 2005 ukończono prace kanalizacyjne – miasto jest w 99,9% skanalizowane i w 100% posiada wodociąg. W styczniu 2006 została otwarta nowa mechaniczno-biologiczna oczyszczalnia ścieków o przepustowości 1100 m³. Oczyszczalnia oczyszcza ścieki z Zawidowa, Sulikowa i czeskiej gminy Habartice. W 2007 kompleksowo zmodernizowano Zakład Uzdatniania Wody. Miasto modernizuje obiekty sportowe.

## Wspólnoty wyznaniowe
- Kościół rzymskokatolicki:
  - parafia św. Józefa Rzemieślnika
- Świadkowie Jehowy
  - zbór[12]

## Sąsiednie gminy
Sulików, Zgorzelec. Gmina graniczy z Czechami.